# Abschied von Gulsary
Abschied von Gulsary (Originaltitel: Бег иноходца, Beg inochodza) ist ein sowjetischer Spielfilm, der bei Mosfilm unter der Regie Sergei Urussewskis nach Motiven des gleichnamigen Romans Abschied von Gülsary von Tschingis Aitmatow aus dem Jahr 1967, gedreht und 1969 fertiggestellt wurde.

## Handlung
Der alte Tanabai ist mit einem Pferdewagen und seinem Hengst Gulsary auf dem nächtlichen Heimweg in die kirgisischen Berge. Beiden ist anzumerken, dass sie nicht mehr die Jüngsten sind. Doch Tanabai macht sich mehr Sorgen um Gulsary, als um sich. Während er mühsam versucht den Hengst zum Weiterlaufen zu bewegen, er spannt sogar das Pferd aus und lässt den Wagen stehen, denkt er über sein bisheriges Leben nach.
Nach dem Ende des Zweiten Weltkriegs und dem ruhmreichen Sieg kehrt Tanabai wieder in sein Dorf in Kirgisistan zurück und arbeitet erneut als Schmied. Der Kolchos-Vorsitzende überzeugt ihn, als Pferdehirt in die Berge zu gehen, um die alten Männer, die während des Krieges diese Aufgaben wahrnahmen, zu entlasten. Nun lebt er unter den schwierigen Bedingungen mit seiner Frau und den Kindern in einem Zelt weit ab von der Zivilisation. Als im Winter einmal ein Wolfsrudel fast seine ganze Herde vernichtet, trifft ihn das sehr stark und er wacht ab sofort direkt bei den Pferden.
Im Sommer kommt in seiner Herde ein junger Hengst zur Welt – Gulsary. Zu dieser Zeit ahnt Tabntai noch nicht, dass sie ein Leben lang verbunden sein werden. Doch er erkennt den Wert des Pferdes, bildet es zum Reitpferd aus und fühlt sich immer mehr zu ihm hingezogen. Das Pferd wiederum fühlt sich zu Bibidschan hingezogen, da es merkt, wie die Soldatenwitwe den Reiter beeindruckt. Doch die Frau wehrt sich gegen die Werbungen Tanabais. Eines Nachts klopft er, wie angedroht, doch an ihre Tür und wird eingelassen. Wieder zu Hause und bei der Herde angekommen, erkennt seine Frau sofort, was geschehen ist, verzeiht ihm aber wortlos.
Im Kolchos hat in der Zwischenzeit ein neuer Vorsitzender die Leitung übernommen. Dieser erteilt Tanabai den Auftrag, Gulsary aus der Herde zu entfernen und dem Pferdestall im Dorf zu übergeben, da er ihn selbst als Reitpferd nutzen will. Nur aus Gründen der Unterordnung und auf Drängen seiner Frau, gibt der Hirte den Prachthengst heraus. Es dauert jedoch nicht lange und Gulsary erscheint wieder bei der Herde, jedoch mit Sattel und ohne Reiter. Das bedeutet, dass er einfach im Dorf weggelaufen ist, denn er braucht seine bisherige Umgebung. Nun entscheidet der neue Vorsitzende, den Hengst, auf Grund seiner Widerborstigkeit, zu kastrieren. Gulsarys und Tanabais Wege kreuzen sich in der Zukunft immer mal wieder, bis das Pferd wegen seines hohen Alters, für immer bei dem Hirten ankommt.
Noch in der gleichen Nacht, in der der ebenfalls hochbetagte Tanabai an seine Vergangenheit denkt, stirbt Gulsary. Es war für beide ein stürmisches und bewegtes Leben.

## Produktion und Veröffentlichung
In diesem Film wirken Pferde- und Schafhirten aus Susamys, Einwohner aus Schekar, Koksai, Artschagul, Grosny und anderen kirgisischen Dörfern mit.
Der in Farbe gedrehte Film hatte im Dezember 1969 unter dem Titel Бег иноходца in der Sowjetunion Premiere und dort über 4 Millionen Zuschauer.
Die DDR-Premiere fand am 7. November 1970 anlässlich der Tage des sowjetischen Films in der DDR im Berliner Kino International statt. Am 14. Oktober 1972 wurde der Film das erste Mal im 2. Programm des Fernsehens der DDR gezeigt. In der Bundesrepublik wurde der Film ab 22. März 1972 unter dem Titel Lauf eines Zelters im Kino gezeigt und am 26. Mai 1985 im Fernsehsender Sat.1 ausgestrahlt (Lauf eines Zelters ist die nicht völlig korrekte wörtliche Übersetzung des russischen Originaltitels; inochodez steht im Russischen nicht für Zelter im Allgemeinen, sondern speziell für Passgänger; der Passgang ist im Handlungsgebiet des Filmes die übliche Pferdegangart).

## Kritik
In der Berliner Zeitung stand, dass dem Regisseur mit dieser eigenwilligen Verfilmung von Tschingis Aitmatows gleichnamiger Erzählung ein bemerkenswertes Debüt als Filmregisseur geglückt sei.
Das Lexikon des internationalen Films findet, dass der Film, der weitgehend auf Worte verzichtet, durch seine faszinierende Schönheit, die konsequente Farbsymbolik und eine dynamische Kameraführung besticht.

## Synchronisation
| Rolle      | Darsteller            | Synchronsprecher     |
| ---------- | --------------------- | -------------------- |
| Tanabai    | Nurmuchan Schanturin  | Günther Grabbert     |
| Dschaidar  | Baken Kydykejewa      | Brigitte Lindenberg  |
| Bibidschan | Farida Scharipowa     | Barbara Dittus       |
| Tschoro    | Kapar Alijew          | Bert Brunn           |
| Ibraim     | Sowetbek Dschumadylow | Helmut Müller-Lankow |
| Erzähler   |                       | Hilmar Thate         |